# The Corrs' diskografi
The Corrs er et irsk folkrock/popband der består af de fire søskende Andrea (forsanger og tin whistle), Sharon (violin), Caroline (trommer og bodhrán) og Jim Corr (guitar og klaver). Gruppen blev dannet i deres fødeby Dundalk, Irland, i 1990, og deres diskografi inkluderer seks studiealbums, tre livealbums og tre opsamlingsalbum samt seks videoalbums og 25 singler. Denne liste inkluderer ikke materiale som medlemmer har indspillet som solokunstnere.
Deres debutalbum, Forgiven, Not Forgotten, blev produceret af David Foster og udgivet i 1995 på Atlantic Records i samarbejde med 143 Records. Inden da var deres debutsingle "Runaway", udkommet og albummet blev en øjeblikkelig succes i deres hjemland samt i Australien. Den kommercielle succes i andre lande var dog beskedne til at begynde med. Opfølgningsalbummet, Talk On Corners, fra 1997 oplevede heller ikke den store succes uden for Irland og Australien. Gruppens indspillede en coverversion af Fleetwood Macs "Dreams" til Legacy: A Tribute to Fleetwood Mac's Rumours. Den 17. marts 1998 optrådte de med sangen i Royal Albert Hall i London sammen med Fleetwood Macs trommeslager Mick Fleetwood som en del af BBC's dækning af St. Patrick's Day. Denne begivenhed gjorde at gruppen blev mere kendt, og Talk On Corners blev genudgivet med deres coverversion af "Dreams", sammen med en ny version af "What Can I Do?", "So Young" og "Runaway". Albummet solgte næste 3 millioner eksemplarer i Storbritannien, og var det bedst sælgende album i 1998 og det 9. bedst sælgende i 1999, og det er fortsat det 19. bedst sælgende album nogensinde i Storbritannien. Albummet er også det 12. bedst sælgende album nogensinde i Irland.
Deres første livealbum, Unplugged, blev udgivet i 1999 og blev fulgt op 10 måneder senere med In Blue. Sidstnævnte var dedikeret til deres mor Jean, der var død under indspilningen af albummet, og med den bedste åbningsweekend nogensinde i Irland gik direkte ind som nummer 1 på landets albumhitlisten. Førstesinglen "Breathless" gav dem deres første og eneste nummer 1-hit på UK Singles Chart, mens albummet solgte platin i USA for salg over 1 million eksemplarer. Den toppede også i 17 andre lande.
Med Borrowed Heaven (2004) vendte gruppen tilbage til deres keltiske rødder, efter den mere poppede forgænger. Det toppede som nummer 1 i Irland og blev certificeret guld eller platin i adskillige lande, heriblandt Australien, Frankrig, Tyskland og New Zealand. Home, der indeholdt traditionel irsk musik fra deres afdøde mors sangbog, blev udgivet i 2005. Opsamlingsalbummet Dreams: The Ultimate Corrs Collection (2006) blev udgivet samtidig med en annoncering af at gruppen ville blive sat på pause på ubestemt tid. I de følgende år fik bandmedlemmer tilsammen otte børn. Andrea fik en skuespilkarriere og medvirkede i tre film, og spillede med i skuespillet Dancing at Lughnasa. Både Andrea og Sharon udgav soloalbums; henholdsvis Ten Feet High (2007) og Lifelines (2011); og Dream of You (2010) og The Same Sun (2013). I 2015 blev gruppen genforenet og udgav deres sjette studiealbum, White Light. I 2017 kom Jupiter Calling. The Corrs har solgt mere end 40 millioner albums på verdensplan.

## Studiealbums
| Forgiven, Not Forgotten                  | - Udgivet:26. september 1995 - Pladeselskab: Atlantic, 143, Lava - Formater: CD, LP, Kassettebånd | 2  | 1  | 10 | 50 | 16 | 86 | 38 | 4  | 2  | 131 | - IRMA: 13× platin - ARIA: 9× platin - MC: Platin - SNEP: Platin - EU: 2× platin - Promúsicae: 3× platin - BPI: 3× platin - RIAA: Guld                                                  |
| Talk On Corners                          | - Udgivet:28. oktober 1997 - Pladeselskab: Atlantic, 143, Lava - Formater: CD, LPkassettebånd     | 1  | 3  | 9  | 87 | 5  | 9  | 13 | 5  | 1  | 72  | - IRMA: 20× platin - ARIA: 4× platin - MC: Guld - SNEP: 2× guld - EU: 6× platin - BVMI: Guld - Promúsicae: 6× platin - BPI: 9× platin - RIAA: Guld                                      |
| In Blue                                  | - Udgivet:17. juli 2000 - Pladeselskab: Atlantic, 143, Lava - Formater: CD, LPkassettebånd, DVD-A | 1  | 1  | 1  | 5  | 2  | 1  | 2  | 1  | 1  | 21  | - IRMA: 6× platin - ARIA: 4× platin - IFPI AUT: Platin - MC: Platin - SNEP: Platin - EU: 3× platin - BMVI: 3× guld - NVPI: Guld - Promúsicae: 3× platin - BPI: 3× platin - RIAA: Platin |
| Borrowed Heaven                          | - Udgivet:31. maj 2004 - Pladeselskab: Atlantic - Formater: CD, LP, DI                            | 1  | 4  | 5  | 21 | 5  | 2  | 4  | 2  | 2  | 51  | - ARIA: Platin - SNEP: Guld - BMVI: Guld - Promúsicae: Guld - BPI: Guld |
| Home                                     | - Udgivet:26. september 2005 - Pladeselskab: Atlantic - Formater: CD, LP, DI                      | 1  | 44 | 13 | —  | 5  | 12 | 15 | 8  | 14 | —   | - IRMA: 2× platin - SNEP: Platin - Promúsicae: Guld - BPI: Sølv |
| White Light                              | - Udgivet:27. november 2015 - Pladeselskab: East West - Formater: CD, DI                          | 10 | 18 | 13 | —  | 28 | 11 | 17 | 25 | 11 | —   | - BPI: Guld |
| Jupiter Calling                          | - Udgivet: 10 November 2017 - Pladeselskab: East West - Formater: CD, LP, DI                      | 20 | 27 | 46 | —  | 37 | 42 | 31 | 13 | 15 | —   | |
| "—" nåede ikke hitlisten i dette område. |                                                                                                   |    |    |    |    |    |    |    |    |    |     | |

## Livealbums
| Titel                                      | Albumdetaljer                                                                              | Højeste hitlisteplacering | Højeste hitlisteplacering | Højeste hitlisteplacering | Højeste hitlisteplacering | Højeste hitlisteplacering | Højeste hitlisteplacering | Højeste hitlisteplacering | Højeste hitlisteplacering | Højeste hitlisteplacering | Højeste hitlisteplacering | Certificeringer |
| Titel                                      | Albumdetaljer                                                                              | IRE                       | AUS                       | AUT                       | FRA                       | GER                       | NLD                       | SPA                       | SWI                       | UK                        | US                        | Certificeringer |
| ------------------------------------------ | ------------------------------------------------------------------------------------------ | ------------------------- | ------------------------- | ------------------------- | ------------------------- | ------------------------- | ------------------------- | ------------------------- | ------------------------- | ------------------------- | ------------------------- | --- |
| The Corrs – Live[A]                        | - Udgivet:25. februar 1997 - Pladeselskab: WEA Japan - Formater: CD                        |                           |                           |                           |                           |                           |                           |                           |                           |                           |                           | |
| Unplugged                                  | - Udgivet:12. november 1999 - Pladeselskab: Atlantic, 143, Lava - Formater: CDkassettebånd | 1                         | 14                        | 1                         | 5                         | 6                         | 3                         | 8                         | 3                         | 7                         |                           | - IRMA: 8× platin - ARIA: Platin - IFPI AUT: Platin - SNEP: Platin - EU: 2× platin - BMVI: 3× guld - Promúsicae: 3× platin - IFPI SWI: Platin - BPI: 2× platin |
| VH1 Presents: The Corrs, Live in Dublin[B] | - Udgivet:12. marts 2002 - Pladeselskab: Atlantic - Formater: CD                           | 12                        |                           |                           |                           |                           |                           |                           |                           |                           | 52                        | |

Noter
- A ^ Kun udgivet i Japan.
- B ^ Kun udgivet i USA; hittede i Irland som en importeret udgivelse.

## Opsamlingsalbum
| Best of The Corrs                     | - Udgivet:5. november 2001 - Pladeselskab: Atlantic, 143, Lava - Formater: CD, digital download | 1  | 2 | 20 | —  | 12 | 6  | 2  | 2 | 20 | 6  | - IRMA: 5× platin - ARIA: Platin - MC: Guld - SNEP: Platin - EU: Platin - BMVI: Guld - Promúsicae: Platin - IFPI SWI: Platin - BPI: 2× platin |
| Dreams: The Ultimate Corrs Collection | - Udgivet:20. november 2006 - Pladeselskab: Atlantic - Formater: CD, digital download           | 24 | — | —  | 74 | —  | 71 | 33 | 5 | 44 | 67 | - IRMA: Guld |
| The Works                             | - Udgivet:25. september 2007 - Pladeselskab: Rhino - Formater: CD box set                       | —  |   |    |    |    |    |    |   |    | —  | |
| "—" nåede ikke hitlisterne            |                                                                                                 |    |   |    |    |    |    |    |   |    |    | |

## Singler
| Titel                                     | År   | Højeste hitlisteplacering | Højeste hitlisteplacering | Højeste hitlisteplacering | Højeste hitlisteplacering | Højeste hitlisteplacering | Højeste hitlisteplacering | Højeste hitlisteplacering | Højeste hitlisteplacering | Højeste hitlisteplacering | Højeste hitlisteplacering | Certifications             | Album                                 |
| Titel                                     | År   | IRE                       | AUS                       | FRA                       | GER                       | NLD                       | NZ                        | SPA                       | SWI                       | UK                        | US Adult                  | Certifications             | Album                                 |
| ----------------------------------------- | ---- | ------------------------- | ------------------------- | ------------------------- | ------------------------- | ------------------------- | ------------------------- | ------------------------- | ------------------------- | ------------------------- | ------------------------- | -------------------------- | ------------------------------------- |
| "Runaway"[A]                              | 1995 | 10                        | 10                        | —                         | 89                        | —                         | 48                        | 30                        | —                         | 49                        | 20                        | - ARIA: Guld               | Forgiven, Not Forgotten               |
| "Forgiven, Not Forgotten"                 | 1995 | —                         | 15                        | —                         | —                         | —                         | —                         | 35                        | —                         | 155                       | —                         |                            | Forgiven, Not Forgotten               |
| "The Right Time"                          | 1995 | —                         | 44                        | —                         | 76                        | —                         | —                         | 32                        | —                         | 84                        | —                         |                            | Forgiven, Not Forgotten               |
| "Love to Love You"                        | 1996 | —                         | 25                        | —                         | 87                        | —                         | 46                        | 40                        | —                         | 62                        | —                         |                            | Forgiven, Not Forgotten               |
| "Closer"[B]                               | 1997 | —                         | —                         | —                         | —                         | —                         | —                         | —                         | —                         | —                         | —                         |                            | Forgiven, Not Forgotten               |
| "Only When I Sleep"                       | 1997 | 10                        | 34                        | —                         | —                         | —                         | —                         | 1                         | —                         | 58                        | —                         |                            | Talk on Corners                       |
| "I Never Loved You Anyway"                | 1997 | —                         | 31                        | —                         | —                         | —                         | —                         | 15                        | —                         | 43                        | —                         |                            | Talk on Corners                       |
| "What Can I Do"                           | 1998 | 30                        | —                         | —                         | 62                        | —                         | —                         | —                         | —                         | 53                        | —                         |                            | Talk on Corners                       |
| "Dreams"                                  | 1998 | 6                         | 47                        | 52                        | 73                        | 71                        | —                         | 5                         | —                         | 6                         | —                         | - BPI: Sølv                | Talk on Corners                       |
| "What Can I Do" (Tin Tin Out remix)       | 1998 | —                         | 86                        | —                         | —                         | —                         | —                         | 1                         | —                         | 3                         | —                         | - BPI: Sølv                | Talk on Corners: Special Edition      |
| "So Young" (K-Klass remix)                | 1998 | 29                        | 61                        | 76                        | 80                        | 63                        | —                         | 1                         | —                         | 6                         | —                         |                            | Talk on Corners: Special Edition      |
| "Runaway" (Tin Tin Out remix)             | 1999 | —                         | —                         | —                         | —                         | —                         | —                         | —                         | —                         | 2                         | —                         | - BPI: Sølv                | Talk on Corners: Special Edition      |
| "Lifting Me"[C]                           | 1999 | —                         | —                         | —                         | —                         | —                         | —                         | —                         | —                         | —                         | —                         |                            | N/A                                   |
| "Radio"                                   | 1999 | 20                        | —                         | —                         | 64                        | 57                        | 19                        | 1                         | 52                        | 18                        | —                         |                            | Unplugged                             |
| "Old Town"                                | 2000 | —                         | —                         | —                         | —                         | 63                        | —                         | 18                        | —                         | —                         | —                         |                            | Unplugged                             |
| "Breathless"[D]                           | 2000 | 3                         | 7                         | 26                        | 19                        | 17                        | 3                         | 1                         | 15                        | 1                         | 14                        | - ARIA: Platin - BPI: Sølv | In Blue                               |
| "Irresistible"                            | 2000 | 30                        | 27                        | 39                        | 68                        | 79                        | 8                         | 14                        | 47                        | 20                        | —                         |                            | In Blue                               |
| "Give Me a Reason"                        | 2001 | —                         | 68                        | —                         | 100                       | 81                        | 13                        | 30                        | 53                        | 27                        | —                         |                            | In Blue                               |
| "All the Love in the World"[E]            | 2001 | —                         | —                         | —                         | —                         | —                         | —                         | —                         | —                         | —                         | 24                        |                            | In Blue                               |
| "Would You Be Happier?"                   | 2001 | 26                        | 47                        | 61                        | 81                        | 39                        | 10                        | 6                         | 36                        | 14                        | 30                        |                            | Best of The Corrs                     |
| "Summer Sunshine"                         | 2004 | 12                        | 13                        | —                         | 49                        | 20                        | 30                        | 1                         | 32                        | 6                         | 29                        |                            | Borrowed Heaven                       |
| "Angel"                                   | 2004 | 19                        | 65                        | —                         | 84                        | 73                        | 36                        | 15                        | 53                        | 16                        | —                         |                            | Borrowed Heaven                       |
| "Long Night"                              | 2004 | 31                        | 86                        | —                         | 40                        | —                         | 36                        | —                         | —                         | 31                        | —                         |                            | Borrowed Heaven                       |
| "Heart Like a Wheel/Old Town"             | 2005 | 49                        | —                         | —                         | —                         | —                         | —                         | 10                        | —                         | 68                        | —                         |                            | Home                                  |
| "Moorlough Shore"                         | 2005 | —                         | —                         | —                         | —                         | —                         | —                         | —                         | —                         | —                         | —                         |                            | Home                                  |
| "Goodbye" (2006 remix)                    | 2006 | —                         | —                         | —                         | —                         | —                         | —                         | —                         | —                         | —                         | —                         |                            | Dreams: The Ultimate Corrs Collection |
| "Bring on the Night"                      | 2015 | —                         | —                         | —                         | —                         | —                         | —                         | —                         | —                         | —[F]                      | —                         |                            | White Light                           |
| "I Do What I Like"                        | 2016 | —                         | —                         | —                         | —                         | —                         | —                         | —                         | —                         | —                         | —                         |                            | White Light                           |
| "SOS"                                     | 2017 | —                         | —                         | —                         | —                         | —                         | —                         | —                         | —                         | —                         | —                         |                            | Jupiter Calling                       |
| "—" nåede ikke hitlisterne i dette område |      |                           |                           |                           |                           |                           |                           |                           |                           |                           |                           |                            |                                       |

Noter
- A ^ "Runaway" toppede som nummer 86 på Billboard Hot 100.[52]
- B ^ Kun udgivet i Australien og New Zealand.
- C ^ Kun udgivet i Irland og Storbritannien som en del af en reklamekampagne for Pepsi.
- E ^ "Breathless" toppede som nummer 34 på Billboard Hot 100.[52]
- F ^ Kun udgivet i Nordamerika.
- G ^ "Bring On the Night" nåede ikke UK Singles Chart, men toppede som nummer 87 på både UK Singles Downloads Chart[53] og UK Singles Sales Chart,[54] samt nummer 72 på Scottish Singles Chart[55]

### Andre sange på hitlisterne
| Titel                                           | År   | Højeste hitlisteplacering | Højeste hitlisteplacering | Højeste hitlisteplacering | Højeste hitlisteplacering | Album                                 |
| Titel                                           | År   | IRE                       | SPA                       | UK                        | US Adult                  | Album                                 |
| ----------------------------------------------- | ---- | ------------------------- | ------------------------- | ------------------------- | ------------------------- | ------------------------------------- |
| "The Right Time" (Remix)                        | 1996 | −                         | 38                        | −                         | −                         | Forgiven, Not Forgotten               |
| "Runaway" (Live)                                | 1997 | −                         | 22                        | −                         | −                         | Forgiven, Not Forgotten               |
| "When He's Not Around"                          | 1999 | −                         | 23                        | −                         | −                         | Talk on Corners                       |
| "No Good For Me"                                | 1999 | −                         | 40                        | −                         |                           | Talk on Corners                       |
| "I Know My Love" The Chieftains med The Corrs   | 1999 | 22                        | 14                        | 37                        | −                         | Tears of Stone                        |
| "The Hardest Day" Alejandro Sanz with The Corrs | 2001 | −                         | 4                         | −                         | −                         | non-album single                      |
| "When the Stars Go Blue" (Remix) with Bono      | 2007 | −                         | 1                         | −                         | 18                        | Dreams: The Ultimate Corrs Collection |

## Videografi

### Videoalbums
| Titel                                                      | Albumdetaljer | Højeste hitlisteplacering | Højeste hitlisteplacering | Certificeringer                 |
| Titel                                                      | Albumdetaljer | DEN                       | UK                        | Certificeringer                 |
| ---------------------------------------------------------- | --- | ------------------------- | ------------------------- | ------------------------------- |
| Live at the Royal Albert Hall                              | - Udgivet:28. august 1998 - Pladeselskab: Warner Music Vision - Instruktør: Janet Fraser-Crook - Formater: VHS • DVD-Video               | —                         | 1                         | - ARIA: 2× platin - BPI: Platin |
| Unplugged                                                  | - Udgivet:28. februar 2000 - Pladeselskab: Warner Music Vision - Instruktør: Elizabeth Barret - Format: VHS • DVD-Video                  | —                         | 4                         | - ARIA: Platin - BPI: Platin    |
| Live at Lansdowne Road                                     | - Udgivet:29. oktober 2000 - Pladeselskab: Warner Music Vision - Instruktør: Nick Wickham • Ciarán Tanham - Formater: VHS • DVD-Video    | 2                         | 4                         | - BPI: Guld                     |
| Live in London                                             | - Udgivet:11. november 2001 - Pladeselskab: Warner Music Vision - Instruktør: Hamish Hamilton - Formater: DVD-Video • Video CD • VHS     | —                         | 4                         | - BPI: Guld                     |
| The Best of − The Videos                                   | - Udgivet:8. december 2002 - Pladeselskab: Warner Music Vision - Instruktør: Various - Formater: DVD-Video                               | —                         | 21                        | - ARIA: Platin                  |
| All the Way Home – A History of the Corrs / Live in Geneva | - Udgivet:20. november 2005 - Pladeselskab: Warner Music Vision • Rhino - Instruktør: Ciarán Tanham • Rob O'Connor - Formater: DVD-Video | —                         | 13                        |                                 |

### Musikvideoer
| Titel                                        | År   | Instruktør          |
| -------------------------------------------- | ---- | ------------------- |
| "Runaway"                                    | 1995 | Randee St. Nicholas |
| "Forgiven, Not Forgotten"                    | 1995 | Mark Gerard         |
| "The Right Time"                             | 1995 | Kevin Bray          |
| "Love to Love You"                           | 1996 | Ciarán Tanham       |
| "Only When I Sleep"                          | 1997 | Nigel Dick          |
| "I Never Loved You Anyway"                   | 1997 | Dani Jacobs         |
| "What Can I Do" (Tin Tin Out Remix)          | 1998 | Nigel Dick          |
| "Dreams"                                     | 1998 | Dani Jacobs         |
| "So Young" (K-Klass Remix)                   | 1998 | Dani Jacobs         |
| "Runaway" (Tin Tin Out Remix)                | 1999 | Dani Jacobs         |
| "Radio" (Unplugged)                          | 1999 | Nick Wickham        |
| "Old Town" (Unplugged)                       | 1999 | Nick Wickham        |
| "Everybody Hurts" (Unplugged)                | 1999 | Nick Wickham        |
| "Breathless"                                 | 2000 | Nigel Dick          |
| "Irresistible"                               | 2000 | Joseph Kahn         |
| "Give Me a Reason"                           | 2001 | Nick Wickham        |
| "Una Noche" (Spanish version of "One Night") | 2001 | Nick Wickham        |
| "All the Love in the World"                  | 2001 | Darren Grant        |
| Would You Be Happier?                        | 2001 | Dani Jacobs         |
| "When the Stars Go Blue" (Live at VH1)       | 2002 | Hamish Hamilton     |
| "Summer Sunshine"                            | 2004 | Kevin Godley        |
| "Summer Sunshine" (Version 2)                | 2004 | N/A                 |
| "Angel"                                      | 2004 | Nigel Dick          |
| "Long Night"                                 | 2004 | Mark Davis          |
| "Bring on the Night"                         | 2015 | N/A                 |